# M. 버터플라이
M. 버터플라이(M. Butterfly)는 데이비드 헨리 황이 제작한 연극으로, 프랑스의 외교관인 베르나르 부르시코와 중화인민공화국의 경극 배우이자 스파이인 스페이푸 사이에 있었던 실화를 바탕으로 하였다. 1988년 브로드웨이 연극에 상영되었으며, 그 해 토니상을 수상하였다.
이후 1993년 데이비드 크로넌버그에 의해 영화화되어 동명의 영화 《M. 버터플라이》가 상영되었다.